# Суханова (Каргапольський район)
Суха́нова (рос. Суханова) — присілок у складі Каргапольського району Курганської області, Росія. Входить до складу Долговської сільської ради.
Населення — 158 осіб (2010, 190 у 2002).
Національний склад населення станом на 2002 рік: росіяни — 98 %.